# Garopaba
Garopaba là một đô thị thuộc bang Santa Catarina, Brasil. Đô thị này có diện tích 115 km², dân số năm 2007 là 16399 người, mật độ 142,6 người/km².